# 翰香学塾旧址
29°51′47.46″N 121°32′38.71″E / 29.8631833°N 121.5440861°E
翰香学塾旧址，位于中国浙江省宁波市海曙区仓基街55号，建筑坐北朝南，教学楼中设旋转木楼梯，二楼西侧保存有原有教室及原桌原椅原实验柜，讲台前设有该校创始人之一陈圣佐蜡像，西侧围墙内侧有两通石碑，为陈氏后裔的墓志铭，楼下走廊东侧有一《翰香学塾碑记》，该校于清同治十二年（1873年）由举人陈愈守创办在鄞县城厢南门湖滨镇仓基（今月湖街道太阳社区），1906年成立翰香小学堂，1924年毁于大火，后由其孙陈圣佐购置“飞盖园”重建翰香校舍，1940年更名仓基小学，1947年更名郭县私立翰香小学，1956年改私立为公办，更名仓基小学，1988年恢复宁波市翰香小学校名，2010年12月公布为海曙区文物保护单位:311，2013年翰香小学搬离。